# Hemerobius exceptatus
Hemerobius exceptatus is een insect uit de familie van de bruine gaasvliegen (Hemerobiidae), die tot de orde netvleugeligen (Neuroptera) behoort. 
Hemerobius exceptatus is voor het eerst wetenschappelijk beschreven door Nakahara in 1965.